# L-Innu Malti

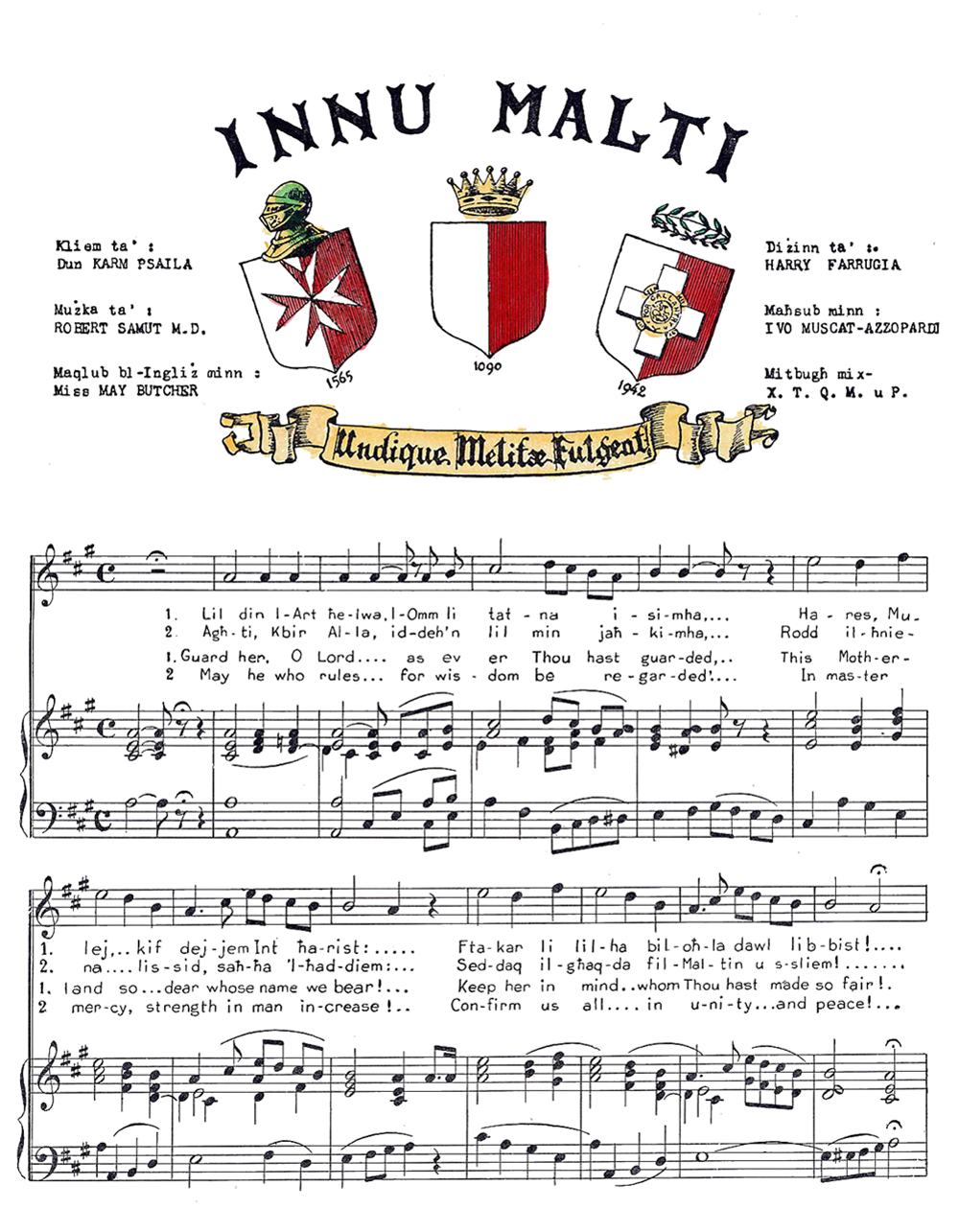

L-Innu Malti är Maltas nationalsång. Den skrevs 1922 och antogs 1964. Författaren till texten är en diktare av nationalistiska texter, vid namn Dun Karm.